# ブルーノ・カービー
ブルーノ・カービー（Bruno Kirby、1949年4月28日 - 2006年8月14日）は、アメリカ合衆国の俳優。文献によっては「カービイ」と表記している場合もある。身長169cm。
俳優ブルース・カービーの息子であり、長きにわたって批評家の賞賛と人気を獲得してきた。

## 略歴
最初に注目されたのは、『ゴッドファーザーPARTII』(1974)での若き日のクレメンザ（後日のクレメンザはリチャード・S・カステラーノが演じた）を演じてからだった。彼は、この作品で若く禁欲的なヴィトー・コルレオーネ（演ずるはロバート・デ・ニーロ）に銃を隠してもらい、その後で彼と共に敷物を盗むという印象的な役どころを演じていた。彼はコルレオーネをニューヨークのマフィア組織に誘うきっかけになる。それらのシーンはゴッドファーザー・サガの中でも最も印象的なシーンの1つである。
カービーはビリー・クリスタルと共に記憶される役者になった。『恋人たちの予感』(1989)ではクリスタルが演じたハリーの良き相談役の作家を演じた。また『シティ・スリッカーズ』(1991)では、彼は親友にキャトル・ドライブを勧める不安で神経質なスポーツ用品のセールスマンを演じている。
彼の演じた役でも認められ出したのは『グッドモーニング, ベトナム』(1987)で才気煥発のDJエイドリアン・クロナウアー（演ずるはロビン・ウィリアムズ）に対して、ユーモアを解さぬ上司、スティーヴ・ホーク少尉役からであった。
他に『ドン・サバティーニ』(1990)と『フェイク』(1997)では典型的なギャング役も演じた。最近でもTVドラマにレギュラー出演中であった。
2006年8月14日、ロサンゼルスにて白血病による多臓器不全により死去した。57歳であった。

## 私生活
長く独身だったが、2003年9月29日に女優のリン・セラーズと結婚した。この結婚は2006年のカービーの死まで約3年間続いた。子供はなかった。

## 主な出演作品

### 映画
| 公開年 | 邦題 原題                                              | 役名                         | 備考                 | 日本語吹替                                                                      |
| ------ | ------------------------------------------------------ | ---------------------------- | -------------------- | ------------------------------------------------------------------------------- |
| 1973   | 青い接触 The Harrad Experiment                         | ハリー                       |                      |                                                                                 |
| 1973   | シンデレラ・リバティー/かぎりなき愛 Cinderella Liberty | オルコット                   |                      |                                                                                 |
| 1974   | ゴッドファーザーPART II The Godfather: Part II         | 若き日のピーター・クレメンザ | 「B. Kirby Jr.」名義 | 秋元羊介（日本テレビ版） 岩崎ひろし（DVD版・リストア版）                        |
| 1978   | ハイスクール Almost Summer                             | ボビー・デヴィート           |                      |                                                                                 |
| 1980   | ボーダーライン Borderline                              | ジミー                       |                      | 大塚芳忠                                                                        |
| 1981   | モダン・ロマンス Modern Romance                        | ジェイ                       |                      |                                                                                 |
| 1982   | 最後の決断!!最初はブー!! Kiss My Grits                 | フラッシュ                   |                      |                                                                                 |
| 1984   | スパイナル・タップ This Is Spinal Tap                  | トミー・ピシェッダ           |                      |                                                                                 |
| 1984   | バーディ Birdy                                         | レナルディ                   |                      |                                                                                 |
| 1985   | グレート・ウォリアーズ/欲望の剣 Flesh and Blood        | オーベック                   |                      | 小室正幸                                                                        |
| 1987   | ティンメン/事の起こりはキャデラック Tin Men            | マウス                       |                      |                                                                                 |
| 1987   | グッドモーニング, ベトナム Good Morning, Vietnam       | スティーブン・ホーク少尉     |                      | 三ツ矢雄二（VHS版） 真地勇志（フジテレビ版）                                    |
| 1989   | ハリウッド夢、夢物語 Bert Rigby, You're a Fool         | カイル                       |                      |                                                                                 |
| 1989   | 恋人たちの予感 When Harry Met Sally...                 | ジェス                       |                      | 牛山茂（VHS版） 田中秀幸（日本テレビ版）                                        |
| 1989   | 俺たちは天使じゃない We're No Angels                   | 保安官助手                   |                      | 秋元羊介                                                                        |
| 1990   | ドン・サバティーニ The Freshman                        | ヴィクター・レイ             |                      | 江原正士                                                                        |
| 1991   | シティ・スリッカーズ City Slickers                     | エド・フリロ                 |                      | 牛山茂（VHS版） 江原正士（テレビ東京版）                                        |
| 1992   | ホッファ Hoffa                                         | ナイトクラブのコメディアン   | クレジットなし       | 辻親八（VHS版）                                                                 |
| 1992   | マスターゲート Mastergate                              | アベル                       | テレビ映画           |                                                                                 |
| 1995   | バスケットボール・ダイアリーズ The Basketball Diaries  | スウィフティ                 |                      | 土師孝也                                                                        |
| 1996   | スリーパーズ Sleepers                                  | シェイクスの父               |                      | 原田一夫（ソフト版） 青野武（フジテレビ版） 山中誠也（VOD版）                   |
| 1997   | フェイク Donnie Brasco                                 | ニッキー・サントラ           |                      | 相沢正輝（劇場公開版・旧ソフト版） 駒谷昌男（新ソフト版〈エクステンデッド版〉） |
| 1999   | スパイゲーム History Is Made at Night                  | マックス・フィッシャー       |                      |                                                                                 |
| 1999   | スチュアート・リトル Stuart Little                     | ミスター・スカウト           | アニメ映画、声の出演 | 立木文彦（ソフト版） 石住昭彦（テレビ朝日版・TBS版）                            |
| 2000   | O.J.シンプソン裁判 American Tragedy                    | バリー・シェック             | テレビ映画           |                                                                                 |
| 2004   | ヘルター・スケルター2004 Helter Skelter                | ヴィンセント・ブリオシ       | テレビ映画           |                                                                                 |
| 2006   | ギャングスター Played                                  | アレン刑事                   | 遺作                 |                                                                                 |

### テレビドラマ
| 公開年    | 邦題 原題                                                                       | 役名                     | 備考                                               | 日本語吹替 |
| --------- | ------------------------------------------------------------------------------- | ------------------------ | -------------------------------------------------- | ---------- |
| 1969-1973 | 黒人教師ディックス Room 222                                                     |                          | 5エピソード 「B. Kirby Jr.」名義                   |            |
| 1972      | マッシュ M*A*S*H                                                                | ロレンゾ・ブーン一等兵   | 1エピソード                                        |            |
| 1973      | エマージェンシー! Emergency!                                                    | ケン                     | 1エピソード                                        |            |
| 1974      | 刑事コロンボ Columbo                                                            | モーガン                 | エピソード「祝砲の挽歌」 （By Dawn's Early Light） | 井口成人   |
| 1975      | 刑事コジャック Kojak                                                            | キース・ウィックス       | 1エピソード                                        |            |
| 1976      | 刑事デルベッキオ Delvecchio                                                     |                          | 1エピソード、クレジットなし                        |            |
| 1983      | ヒルストリート・ブルース Hill Street Blues                                      | ルイス                   | 1エピソード                                        |            |
| 1991      | ハリウッド・ナイトメア Tales from the Crypt                                     | ビリー                   | 1エピソード                                        |            |
| 1993      | 堕ちた天使たち Fallen Angels                                                    | トニー                   | 1エピソード                                        |            |
| 1993      | そりゃないぜ!? フレイジャー Frasier                                             | マルコ                   | 1エピソード、声の出演                              |            |
| 1994      | レイト・ショー・ウィズ・デイヴィッド・レターマン Late Show with David Letterman | 刑事                     | 1エピソード                                        |            |
| 1995      | ホミサイド/殺人捜査課 Homicide: Life on the Street                              | ヴィクター・ヘルムズ     | 1エピソード                                        |            |
| 1996      | あなたにムチュー Mad About You                                                  | ヴァージル               | 1エピソード                                        |            |
| 2006      | アントラージュ★オレたちのハリウッド Entourage                                   | フィル・ルーベンスタイン | 1エピソード                                        |            |